# Thomas M. Davis

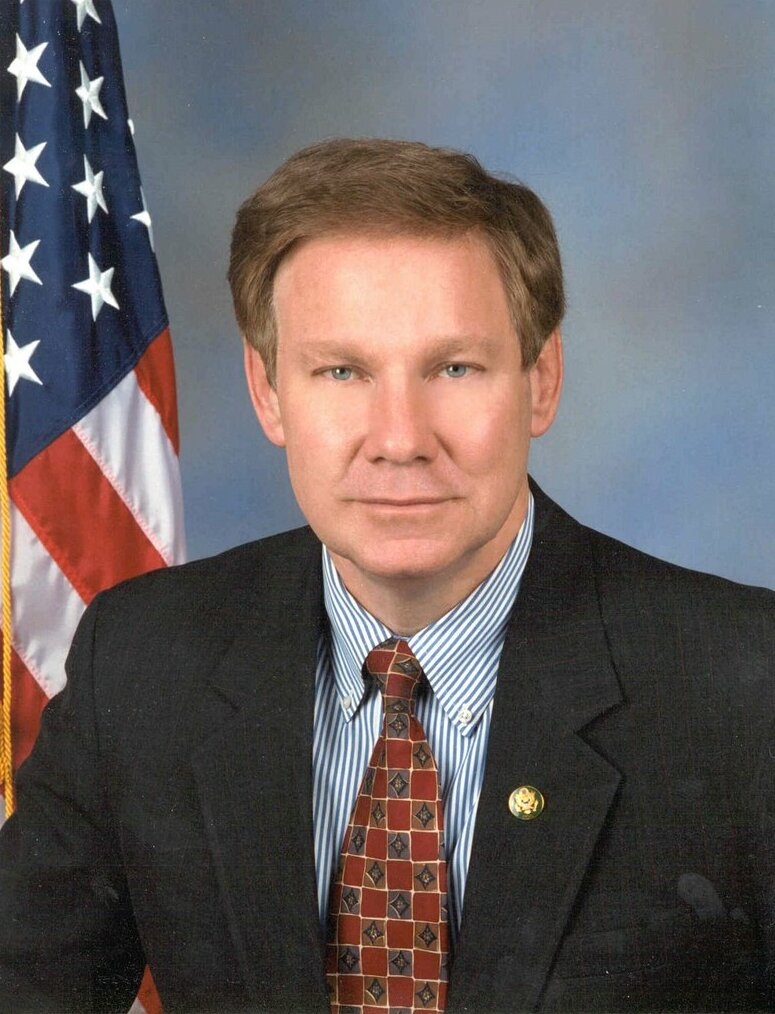
Thomas M. Davis

Thomas Milburn „Tom“ Davis III (* 5. Januar 1949 in Minot, North Dakota) ist ein US-amerikanischer Politiker der Republikanischen Partei. Zwischen 1995 und 2008 vertrat er den Bundesstaat Virginia im US-Repräsentantenhaus.

## Werdegang
Thomas Davis studierte an der United States Capitol Page School und danach bis 1971 am Amherst College in Massachusetts. In den Jahren 1971 und 1972 diente er in der US Army, deren Reserve er bis 1979 angehörte. Bis 1975 studierte er an der University of Virginia in Charlottesville Jura. Danach betätigte er sich als privater Geschäftsmann. Gleichzeitig schlug er eine politische Laufbahn ein. Zwischen 1980 und 1994 saß er im Bezirksrat des Fairfax County; ab 1991 war er dessen Vorsitzender.
Bei der Wahl 1994 wurde Davis im elften Kongresswahlbezirk von Virginia in das US-Repräsentantenhaus in Washington, D.C. gewählt, wo er am 3. Januar 1995 die Nachfolge der ihm zuvor unterlegenen Demokratin Leslie L. Byrne antrat. Nach fünf Wiederwahlen konnte er bis zu seinem Rücktritt am 24. November 2008 im Kongress verbleiben. Von 2003 bis 2007 war er Vorsitzender des Committee on Government Reform; zwischen 1999 und 2003 leitete er das National Republican Congressional Committee.
Nach seinem Rücktritt aus dem Kongress arbeitete Thomas Davis für eine Beraterfirma in Washington. Er war Präsident der moderaten innerparteilichen Organisation Republican Main Street Partnership. Zeitweise hielt er Vorträge über Politik an verschiedenen Universitäten. Seit Dezember 2010 ist Davis Mitglied im Board of Directors der Metropolitan Washington Airports Authority.
Davis ist seit 2004 in zweiter Ehe mit Jeannemarie Devolites verheiratet. Aus seiner ersten Ehe ist er Vater von drei Kindern.